# 今夜はHearty Party
「今夜はHearty Party」（こんやはハーティー・パーティー）は、竹内まりやの25枚目のシングル。1995年11月20日にMOON RECORDS（現・ワーナーミュージック・ジャパン）より発売された。

## 解説・エピソード
オリジナルとしては前作「純愛ラプソディ」から1年5か月ぶりのシングル。「今夜はHearty Party」は、若者が友達同士で集まって楽しい夜を明かすといったイメージの、クリスマスの時期にぴったりのパーティー・ソングである。ケンタッキー・フライドチキンから皆んなで盛り上がっているパーティーの絵コンテを見せられ、それを元にカイリー・ミノーグなどを意識したユーロビート系の楽曲を製作しようと考えたらしい。
歌詞の最後の方では「キムタク」というフレーズが登場するが、これは楽曲制作当時に「あすなろ白書」に出演していた、木村拓哉を見て思いついたという。そこから、木村本人に何か演ってもらえればシャレが二重になって面白いということで、ダメ元で事務所に依頼したところ、あっさりと快諾。数日後木村が独りきりで、自動車運転にてスタジオへやって来ている。
冒頭の台詞である「ねぇ、パーティにおいでよ」は、木村本人から10テイクほど録音された。その模様を見ていた、夫の山下達郎は「もう、しょうがねえなぁ…」と完全に引いていたという。その後、「折角だからコーラスにも是非参加して欲しい」との要望にも木村は遠慮なく平然と応じ、竹内・山下・木村の3人が揃ってブースに入り、ユニゾンしたと語っている。その事には木村曰く「俺は真ん中でやったんですよ、1本のマイクで。そうなったらもう、楽しむしかないじゃないですか」と述懐している。
末尾部分の「愛してるよ」や、間奏部分での「パーティーやろうぜ」「元気出しなよ」の囁くような声も、木村本人のものである。なお「愛してるよ」のセリフは、ディレクター席に座った山下から「あともう一つ頼みたいんだけど…『愛してるよ』って言ってもらえるかな?」と依頼され、木村は「『愛してるよ、ですか!?』っていう気持ちにはなったんですが、断る理由も無い。なので『あっ、はい』って」と、恥ずかしい気持ちを押し殺し3テイク位、マイクを見ながら囁いたという。
竹内はこのレコーディングに関し「達郎と3人でコーラスをしながら、笑顔で踊っているキムタクを見て、『やっぱりタダモノではないぞ』と驚かされた楽しい夜でした」と振り返っている。それが縁でのちに竹内と木村はメル友仲間と成り、竹内自身のライブにも木村を招待するなど、親交が続いているという。
竹内が山下のラジオ番組で、「『今夜はHearty Party』はユーロビート。このようなビート感もできるんだ」と発言し、それに対して山下は、「流行りものが好きじゃないだけで一応できるようにはしている」と話していた。
カップリング曲の「真冬のデイト」は、竹内自身がかつて留学していたイリノイ州の田舎町の農場曲がモチーフとなっている。オリジナル・アルバム未収録で、ベスト・アルバム『Turntable (アルバム)|Turntable』に収録された。
前作「純愛ラプソディ」までシングル・カセットが同時リリースされていたが、このシングルから8cmCDのみのリリースとなった。

## チャート成績
累計売上は39.8万枚で、自身4番目のヒット曲である。

## 収録曲
全作詞・作曲：竹内まりや、編曲：山下達郎
1. 今夜はHearty Party
  - 1995年、1996年、1999年ケンタッキーフライドチキン・クリスマスキャンペーンCMソング。
  - 岡山放送(OHK)『ニョッキン7』『ニョッキン7+th』テーマソング。
2. 真冬のデイト
  - 森下恵理への提供曲（1985年のアルバム『ボーイ・フレンド』収録）のセルフ・カバー。
3. 今夜はHearty Party （オリジナル・カラオケ）
4. 真冬のデイト （オリジナル・カラオケ）

## レコーディング・メンバー

### 今夜はHearty Party
- 山下達郎 : Compter & Synthesizer Programming, Electric Guitar, Keyboards, Percussion, Glockenspiel & Background Vocals
- 難波弘之 : Electric Piano
- 竹内まりや : Background Vocals
- 木村拓哉 : Voices & Background Vocals
- 橋本茂昭 : Compter & Synthesizer Programming

### 真冬のデイト
- 山下達郎 : Drums, Electric Guitar, Acoustic Guitar, Keyboards, Marimba, Xylophone, Percussion & Background Vocals
- 伊藤広規 : Electric Bass
- 難波弘之 : Acoustic Piano
- 竹内まりや : Background Vocal

## 収録アルバム
- 『Bon Appetit!』（1. 2001 Remix Versionとして収録）
- 『Denim』（2. 初回限定ボーナスディスク『Vintage Denim』に収録）
- 『Expressions』（1.）
- 『Turntable』（2.）

## カバー
- ポインター・シスターズ（2002年7月10日、コンピレーション・アルバム『Sincerely...〜Mariya Takeuchi Songbook〜』）
- Juice=Juice（2025年2月26日、シングル『初恋の亡霊/今夜はHearty Party』）